# Feldrag
I schack är ett feldrag ett spelat drag som är otillåtet enligt reglerna för pjäsernas rörelse. Feldraget fastställs när spelaren släpper pjäsen och trycker på schackklockan.
Feldrag har praktisk betydelse i turneringspartier med betänketid. När en av spelarna påvisar att motståndaren har utfört ett feldrag får denne en bestämd tilläggstid (ofta 1 eller 2 minuter). Vid det tredje feldraget i ett och samma parti förlorar spelaren partiet.
Enligt vissa turneringsregler är utförda feldrag inte ogiltiga om ingen av spelarna upptäcker feldraget. Partiet fortsätter sedan som om feldraget inte har spelats. Dessa regler är särskilt vanliga vid blixtpartier. Åskådare är dock förbjudna att påpeka feldrag vid partierna. Endast själva spelarna och eventuella domare kan förklara drag ogiltiga. Åskådare kan i efterhand påpeka de ogiltiga dragen, men detta påverkar inte partiets gång.

## Varianter av feldrag
Ogiltiga drag kan kategoriseras i flera sorter:
- Drag som leder till att kungen står i schack vid motståndarens tur
- Drag som leder till att motståndarens schackning inte förhindras
- Drag som leder till att en pjäs förflyttas till en ruta som pjäsen inte kan gå till
- Drag som leder till att en löpare förflyttas till ett fält med motsatt färg
- Rockad när kungen står i schack
- Rockad när tornet förflyttas innan kungen
- Rockad när kungen passerar en schackad ruta
- Rockad när kungen eller tornet har förflyttats tidigare
- Vidrörelse av en pjäs som inte kan utföra ett giltigt drag

## Illegal uppsättning
Om det under partier gång upptäcks att startpositionen var felaktig, startas spelet om igen om det upptäcks inom de tre första dragen. Annars fortsätter partiet trots att startuppställningen var fel. Om det upptäcks att schackbrädet är orienterat åt fel håll, fortsätts partiet efter att brädet vänds åt rätt håll. Om det upptäcks att spelarna har fel färger, fortsätts partiet utan att spelarna byter färg (om inte domaren dömer annorlunda). Lokala regler kan förekomma.